# Tournoi de tennis de Champaign
Le tournoi de Champaign est un tournoi international de tennis professionnel masculin du circuit Challenger. Il a lieu tous les ans depuis 1996. Traditionnellement disputé à la mi-novembre, il est organisé sur surface dure en salle.

## Palmarès messieurs

### Simple
| No | Date       | Nom et lieu du tournoi                                                 | Catégorie       | Dotation        | Surface         | Vainqueur         | Finaliste        | Score           |                 |
| -- | ---------- | ---------------------------------------------------------------------- | --------------- | --------------- | --------------- | ----------------- | ---------------- | --------------- | --------------- |
| 1  | 23-09-1996 | , Champaign                                                            | Challenger      | 50 000 $        | Dur (ext.)      | Justin Gimelstob  | Steve Bryan      | 5-7, 6-3, 6-4   |                 |
| 2  | 15-09-1997 | , Champaign                                                            | Challenger      | 50 000 $        | Dur (ext.)      | Andrew Richardson | Cecil Mamiit     | 6-7, 7-6, 6-3   |                 |
| 3  | 21-09-1998 | , Champaign                                                            | Challenger      | 37 500 $        | Dur (ext.)      | Daniel Nestor     | Maurice Ruah     | 3-6, 7-6, 6-3   |                 |
| 4  | 29-11-1999 | , Champaign                                                            | Challenger      | 50 000 $        | Dur (int.)      | Frédéric Niemeyer | Sébastien Lareau | 7-67, 3-6, 7-65 |                 |
| 5  | 27-11-2000 | , Champaign                                                            | Challenger      | 50 000 $        | Dur (int.)      | Jeff Salzenstein  | Antony Dupuis    | 7-64, 6-4       |                 |
| 6  | 24-11-2001 | The Wright Financial Group / NW Mutual Financial Challenger, Champaign | Challenger      | 50 000 $        | Dur (int.)      | Ivo Karlović      | Robby Ginepri    | 6-4, 7-65       |                 |
| 7  | 18-11-2002 | The Wright Financial Group / NW Mutual Financial Challenger, Champaign | Challenger      | 50 000 $        | Dur (int.)      | Robby Ginepri     | Eric Taino       | 6-1, 3-6, 6-3   |                 |
| 8  | 17-11-2003 | The Wright Financial Group / NW Mutual Financial Challenger, Champaign | Challenger      | 50 000 $        | Dur (int.)      | Paul Goldstein    | Brian Vahaly     | 6-3, 6-1        |                 |
| 9  | 15-11-2004 | The Wright Financial Group / NW Mutual Financial Challenger, Champaign | Challenger      | 50 000 $        | Dur (int.)      | Justin Gimelstob  | Ramón Delgado    | 6-4, 6-4        |                 |
| 10 | 14-11-2005 | USTA Challenger of Champaign - Urbana, Champaign                       | Challenger      | 50 000 $        | Dur (int.)      | Danai Udomchoke   | Justin Gimelstob | 7-5, 6-2        |                 |
| 11 | 13-11-2006 | USTA Challenger of Champaign - Urbana, Champaign                       | Challenger      | 50 000 $        | Dur (int.)      | Amer Delić        | Zack Fleishman   | 6-3, 6-0        |                 |
| 12 | 12-11-2007 | JSM Challenger of Champaign - Urbana, Champaign                        | Challenger      | 50 000 $        | Dur (int.)      | Jesse Levine      | Donald Young     | 7-64, 7-64      |                 |
| 13 | 11-11-2008 | JSM Challenger of Champaign - Urbana, Champaign                        | Challenger      | 50 000 $        | Dur (int.)      | Kevin Anderson    | Kevin Kim        | 6-3, 6-4        |                 |
| 14 | 16-11-2009 | JSM Challenger of Champaign - Urbana, Champaign                        | Challenger      | 50 000 $        | Dur (int.)      | Michael Russell   | Taylor Dent      | 7-5, 6-4        |                 |
| 15 | 15-11-2010 | JSM Challenger of Champaign - Urbana, Champaign                        | Challenger      | 50 000 $        | Dur (int.)      | Alex Bogomolov    | Amer Delić       | 5-7, 7-66, 6-3  |                 |
| 16 | 14-11-2011 | JSM Challenger of Champaign - Urbana, Champaign                        | Challenger      | 50 000 $        | Dur (int.)      | Alex Kuznetsov    | Rik De Voest     | 6-1, 6-3        |                 |
| 17 | 12-11-2012 | JSM Challenger of Champaign - Urbana, Champaign                        | Challenger      | 50 000 $        | Dur (int.)      | Tim Smyczek       | Jack Sock        | 2-6, 7-61, 7-5  |                 |
| 18 | 11-11-2013 | JSM Challenger of Champaign - Urbana, Champaign                        | Challenger      | 50 000 $        | Dur (int.)      | Tennys Sandgren   | Sam Groth        | 3-6, 6-3, 7-64  |                 |
| 19 | 10-11-2014 | JSM Challenger of Champaign - Urbana, Champaign                        | Challenger      | 50 000 $        | Dur (int.)      | Adrian Mannarino  | Frederik Nielsen | 6-2, 6-2        |                 |
| 20 | 14-11-2015 | JSM Challenger of Champaign - Urbana, Champaign                        | Challenger      | 50 000 $        | Dur (int.)      | Henri Laaksonen   | Taylor Fritz     | 4-6, 6-2, 6-2   |                 |
| 21 | 14-11-2016 | JSM Challenger of Champaign - Urbana, Champaign                        | Challenger      | 50 000 $        | Dur (int.)      | Henri Laaksonen   | Ruben Bemelmans  | 7-5, 6-3        |                 |
| 22 | 13-11-2017 | JSM Challenger of Champaign - Urbana, Champaign                        | Challenger      | 75 000 $        | Dur (int.)      | Tim Smyczek       | Bjorn Fratangelo | 6-2, 6-4        |                 |
| 23 | 12-11-2018 | JSM Challenger of Champaign - Urbana, Champaign                        | Challenger      | 75 000 $        | Dur (int.)      | Reilly Opelka     | Ryan Shane       | 7-66, 6-3       |                 |
| 24 | 11-11-2019 | JSM Challenger of Champaign - Urbana, Champaign                        | Challenger      | 54 160 $        | Dur (int.)      | Jeffrey John Wolf | Sebastian Korda  | 6-4, 63-7, 7-66 |                 |
|    | 2020       | Édition annulée                                                        | Édition annulée | Édition annulée | Édition annulée | Édition annulée   | Édition annulée  | Édition annulée | Édition annulée |
| 25 | 15-11-2021 | Challenger of Champaign - Urbana, Champaign                            | Challenger      | 52 080 $        | Dur (int.)      | Stefan Kozlov     | Aleksandar Vukic | 5-7, 6-3, 6-4   |                 |

### Double
| No | Date       | Nom et lieu du tournoi                                                 | Catégorie       | Dotation        | Surface         | Vainqueurs                        | Finalistes                            | Score              |                 |
| -- | ---------- | ---------------------------------------------------------------------- | --------------- | --------------- | --------------- | --------------------------------- | ------------------------------------- | ------------------ | --------------- |
| 1  | 23-09-1996 | , Champaign                                                            | Challenger      | 50 000 $        | Dur (ext.)      | David DiLucia Scott Humphries     | Brandon Coupe Trey Phillips           | 6-4, 6-2           |                 |
| 2  | 15-09-1997 | , Champaign                                                            | Challenger      | 50 000 $        | Dur (ext.)      | Michael Sell Kevin Ullyett        | Gouichi Motomura Takao Suzuki         | 3-6, 7-6, 6-2      |                 |
| 3  | 21-09-1998 | , Champaign                                                            | Challenger      | 37 500 $        | Dur (ext.)      | Jared Palmer Jonathan Stark       | Doug Flach Mark Merklein              | 6-4, 7-6           |                 |
| 4  | 29-11-1999 | , Champaign                                                            | Challenger      | 50 000 $        | Dur (int.)      | Paul Goldstein Jim Thomas         | Bob Bryan Mike Bryan                  | 65-7, 7-65, 7-65   |                 |
| 5  | 27-11-2000 | , Champaign                                                            | Challenger      | 50 000 $        | Dur (int.)      | Taylor Dent Mardy Fish            | Noam Behr Michael Russell             | Forfait            |                 |
| 6  | 24-11-2001 | The Wright Financial Group / NW Mutual Financial Challenger, Champaign | Challenger      | 50 000 $        | Dur (int.)      | Mardy Fish Jeff Morrison          | Paul Rosner Gabriel Trifu             | 6-3, 5-7, 6-4      |                 |
| 7  | 18-11-2002 | The Wright Financial Group / NW Mutual Financial Challenger, Champaign | Challenger      | 50 000 $        | Dur (int.)      | Gabriel Trifu Glenn Weiner        | Eric Taino Martin Verkerk             | 6-3, 6-2           |                 |
| 8  | 17-11-2003 | The Wright Financial Group / NW Mutual Financial Challenger, Champaign | Challenger      | 50 000 $        | Dur (int.)      | Travis Parrott Bruno Soares       | Brian Baker Rajeev Ram                | 4-6, 6-4, 6-1      |                 |
| 9  | 15-11-2004 | The Wright Financial Group / NW Mutual Financial Challenger, Champaign | Challenger      | 50 000 $        | Dur (int.)      | Brian Baker Rajeev Ram            | Justin Gimelstob Graydon Oliver       | 7-65, 7-67         |                 |
| 10 | 14-11-2005 | USTA Challenger of Champaign - Urbana, Champaign                       | Challenger      | 50 000 $        | Dur (int.)      | Ashley Fisher Tripp Phillips      | Justin Gimelstob Rajeev Ram           | 6-3, 5-7, 6-0      |                 |
| 11 | 13-11-2006 | USTA Challenger of Champaign - Urbana, Champaign                       | Challenger      | 50 000 $        | Dur (int.)      | Rik De Voest Rajeev Ram           | André Sá Brian Wilson                 | 6-3, 4-6, [10-7]   |                 |
| 12 | 12-11-2007 | JSM Challenger of Champaign - Urbana, Champaign                        | Challenger      | 50 000 $        | Dur (int.)      | Harel Levy Sam Warburg            | Brendan Evans Scott Lipsky            | 6-4, 6-0           |                 |
| 13 | 11-11-2008 | JSM Challenger of Champaign - Urbana, Champaign                        | Challenger      | 50 000 $        | Dur (int.)      | Rajeev Ram Bobby Reynolds         | Olivier Charroin Nicolas Tourte       | 3-6, 6-3, [10-6]   |                 |
| 14 | 16-11-2009 | JSM Challenger of Champaign - Urbana, Champaign                        | Challenger      | 50 000 $        | Dur (int.)      | Brian Battistone Dann Battistone  | Treat Conrad Huey Harsh Mankad        | 7-5, 7-65          |                 |
| 15 | 15-11-2010 | JSM Challenger of Champaign - Urbana, Champaign                        | Challenger      | 50 000 $        | Dur (int.)      | Raven Klaasen Izak van der Merwe  | Ryler DeHeart Pierre-Ludovic Duclos   | 4-6, 7-612, [10-4] |                 |
| 16 | 14-11-2011 | JSM Challenger of Champaign - Urbana, Champaign                        | Challenger      | 50 000 $        | Dur (int.)      | Rik De Voest Izak van der Merwe   | Martin Emmrich Andreas Siljeström     | 2-6, 6-3, [10-4]   |                 |
| 17 | 12-11-2012 | JSM Challenger of Champaign - Urbana, Champaign                        | Challenger      | 50 000 $        | Dur (int.)      | Devin Britton Austin Krajicek     | Jean Andersen Izak van der Merwe      | 6-3, 6-3           |                 |
| 18 | 11-11-2013 | JSM Challenger of Champaign - Urbana, Champaign                        | Challenger      | 50 000 $        | Dur (int.)      | Edward Corrie Daniel Smethurst    | Austin Krajicek Tennys Sandgren       | 7-65, 0-6, [10-7]  |                 |
| 19 | 10-11-2014 | JSM Challenger of Champaign - Urbana, Champaign                        | Challenger      | 50 000 $        | Dur (int.)      | Ross William Guignon Tim Kopinski | Frank Dancevic Adil Shamasdin         | 7-62, 6-2          |                 |
| 20 | 14-11-2015 | JSM Challenger of Champaign - Urbana, Champaign                        | Challenger      | 50 000 $        | Dur (int.)      | David O'Hare Joe Salisbury        | Austin Krajicek Nicholas Monroe       | 6-1, 6-4           |                 |
| 21 | 14-11-2016 | JSM Challenger of Champaign - Urbana, Champaign                        | Challenger      | 50 000 $        | Dur (int.)      | Austin Krajicek Tennys Sandgren   | Luke Bambridge Liam Broady            | 7-64, 7-62         |                 |
| 22 | 13-11-2017 | JSM Challenger of Champaign - Urbana, Champaign                        | Challenger      | 75 000 $        | Dur (int.)      | Leander Paes Purav Raja           | Ruan Roelofse Joe Salisbury           | 6-3, 65-7, [10-5]  |                 |
| 23 | 12-11-2018 | JSM Challenger of Champaign - Urbana, Champaign                        | Challenger      | 75 000 $        | Dur (int.)      | Matt Reid John-Patrick Smith      | Hans Hach Verdugo Luis David Martínez | 6-4, 4-6, [10-8]   |                 |
| 24 | 11-11-2019 | JSM Challenger of Champaign - Urbana, Champaign                        | Challenger      | 54 160 $        | Dur (int.)      | Christopher Eubanks Kevin King    | Evan Hoyt Martin Redlicki             | 7-5, 6-3           |                 |
|    | 2020       | Édition annulée                                                        | Édition annulée | Édition annulée | Édition annulée | Édition annulée                   | Édition annulée                       | Édition annulée    | Édition annulée |
| 25 | 15-11-2021 | Challenger of Champaign - Urbana, Champaign                            | Challenger      | 52 080 $        | Dur (int.)      | Nathaniel Lammons Jackson Withrow | Treat Huey Max Schnur                 | 6-4, 3-6, [10-6]   |                 |